# Arbeitsgruppe Erneuerbare Energien-Statistik

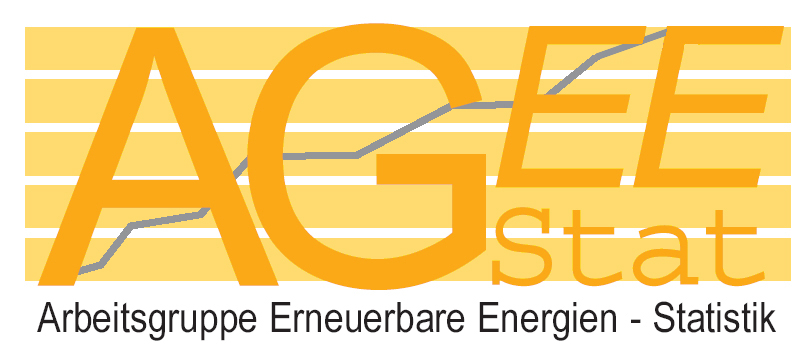
Logo der Arbeitsgruppe Erneuerbare Energien-Statistik (AGEE-Stat)

Die Arbeitsgruppe Erneuerbare Energien-Statistik (AGEE-Stat) ist ein unabhängiges deutsches Fachgremium zur Erstellung umfassender aktueller Statistiken zur Nutzung erneuerbarer Energien.

## Geschichte
Die AGEE-Stat wurde im Jahr 2004 vom Bundesumweltministerium im Einvernehmen mit dem Bundeswirtschaftsministerium und dem Bundeslandwirtschaftsministerium eingerichtet. Damit reagierte die Politik auf den starken Aufschwung erneuerbarer Energien seit Inkrafttreten des Erneuerbare-Energien-Gesetzes (EEG) im Jahr 2000. Der rasche Ausbau erforderte ein kontinuierliches, detailliertes Monitoring auf Grundlage belastbarer Statistiken.
Am Aufbau der AGEE-Stat war der heutige geschäftsführende Vorstand des Zentrums für Sonnenenergie- und Wasserstoff-Forschung Baden-Württemberg (ZSW), Frithjof Staiß maßgeblich beteiligt. Staiß wurde als damaliger ZSW-Fachgebietsleiter zum ersten Leiter der AGEE-Stat ernannt. Nach langjähriger Betreuung durch das ZSW wechselte die koordinierende Geschäftsstelle der AGEE-Stat mit dem 1. Januar 2016 zum Umweltbundesamt.

## Aufgaben
Die AGEE-Stat bilanziert den Ausbau der erneuerbaren Energien in Deutschland und aktualisiert fortlaufend Statistiken. Diese bilden dann die Basis für die Bundesregierung bei der Erfüllung zahlreicher nationaler und internationaler Berichtspflichten. Dank des Fachgremiums lassen sich die Erfolge beim Ausbau der erneuerbaren Energien in Zahlen ablesen. Zudem leistet es allgemeine Informations- und Öffentlichkeitsarbeit zu Daten und Entwicklung erneuerbarer Energien.

## Forschung
Eines der Ziele der Arbeitsgruppe besteht darin, auch bislang ungelöste statistische Probleme zu lösen. Zur Verbesserung der Datenbasis und wissenschaftlichen Berechnungsmethoden übt die AGEE-Stat daher verschiedene Forschungsarbeiten aus. So veranstaltet die AGEE-Stat Fachgespräche sowie Workshops und vergibt Kurzstudien zu statistischen und methodischen Fragen an wissenschaftliche Institutionen. Die Ergebnisse aus diesen Veranstaltungen und Studien fließen in die Statistiken ein und werden öffentlich zugänglich gemacht.

## Organisation
Die AGEE-Stat tagt vier Mal jährlich. Dabei stimmen sich die Mitglieder über aktuelle Daten, Datenquellen und deren Plausibilität sowie über methodische Fragen ab. Die Sammlung und Plausibilisierung von Daten sowie der Aufbau und die Pflege von Datenbanken und Statistiken nimmt der Koordinator der AGEE-Stat, seit 1. Januar 2016 das Umweltbundesamt (UBA), wahr.
Dessen Mitarbeiter werten die verfügbaren Datenquellen fortlaufend aus und gleichen die Statistiken mit den Daten anderer Institutionen sowie von Verbänden und anderen Akteuren ab.

## Mitglieder
Mitglieder sind derzeit Experten aus
- dem Bundesministerium für Wirtschaft und Klimaschutz
- dem Bundesministerium für Umwelt, Naturschutz, nukleare Sicherheit und Verbraucherschutz
- dem Bundesministerium für Ernährung und Landwirtschaft
- dem Umweltbundesamt
- dem Statistischen Bundesamt
- der Bundesnetzagentur
- der Fachagentur Nachwachsende Rohstoffe e.V.
- der Arbeitsgemeinschaft Energiebilanzen
- dem Zentrum für Sonnenenergie- und Wasserstoff-Forschung Baden-Württemberg

## Leitung
Leiter der AGEE-Stat ist seit Anfang des Jahres 2016 Michael Memmler (Umweltbundesamt, Dessau). Davor lag die Leitung der AGEE-Stat bei Frank Musiol (2010–2015) und Frithjof Staiß (2004–2010) vom  Zentrum für Sonnenenergie- und Wasserstoff-Forschung Baden-Württemberg (ZSW).

## Veröffentlichungen
- Erneuerbare Energien in Zahlen – nationale und internationale Entwicklung (jährlich)